# 키우치 레이코
키우치 레이코(木内レイコ, 1968년 7월 10일~)는 일본의 여자 성우이다. 출신은 도쿄도 소속사는 켄 프로덕션에서 아트윌로 바뀜.

## 출연작

### TV 애니메이션
1999년
- 꼬마 마법사 레미 (마죠린, 스기야마 토요카즈)

2000년
- 디지몬 어드벤처 02 (모토미야 다이스케)
- 꼬마 마법사 레미 # (마죠린, 스기야마 토요카즈)

2001년
- 테니스의 왕자 (케빈 스미스)
- 꼬마 마법사 레미 더욱더 (마죠린, 스기야마 토요카즈)

2002년
- 꼬마 마법사 레미 콰쾅! (마죠린)

2003년
- 내일의 나쟈 (크림, 쇼콜라, 츠루기 켄노스케)
- 다이버젠스 이브 (라이아 폰 엘티아나)

2004년
- 두 사람은 프리큐어 (키리야)
- 후타코이(코사카 케이스케)
- 메이저 1기(나츠메)
- 미사키 크로니클 ~다이버젠스 이브~(라이아 폰 엘티아나)
- 두 사람은 프리큐어(키리야)
- 모험왕 비트(비트)

2005년
- 숲속의 전설 무시킹 (쵸크)
- 가이킹 (퓨리아 리처드슨)
- 이 사람이 나의 주인님 (요시타카 어머니)
- 모험왕 비트 엑세리온 (비트)

2006년
- 해피 럭키 깜짝맨 (세이히카리 겐키)
- 나왔어요! 파워 퍼프 걸 Z (브릭)
- 시문(아누비투프)

2009년
- 원피스 (쥬얼리 보니)

### OVA
2000년
- 스트리트 파이터 ZERO The Animation(슌)

2004년
- 꼬마 마법사 레미 비밀(스기야마 토요카즈)

### 극장판
2004년
- 이누야샤 극장판(로쿠)